# 2017年アゼルバイジャングランプリ
2017年アゼルバイジャングランプリ (2017 Azerbaijan Grand Prix) は、2017年のF1世界選手権第8戦として、2017年6月25日にバクー市街地コースで開催された。
正式名称は「2017 FORMULA 1 AZERBAIJAN GRAND PRIX」。
バクー市街地コースでのF1開催は前年に続き2回目だが、前回はヨーロッパグランプリとして開催されたため、アゼルバイジャングランプリとしては初開催となる。

## レース前
このレースでピレリが供給するドライタイヤのコンパウンドは、スーパーソフト、ソフト、ミディアムの3種類。
カルロス・サインツJr.は前戦カナダGPの決勝でフェリペ・マッサと接触し、3グリッド降格が科されている。
6月21日、ザウバーはチーム代表兼CEOのモニシャ・カルテンボーンの退任を発表した。
このレースより、ブルーフラッグ（青旗）に関するルールが変更された。バックマーカー（周回遅れ）とのギャップがこれまでの1.0秒ではなく、1.2秒になったときに正式な警告を行う。また、FIAは、オイルを燃料として燃焼してパワー向上を得るという違反行為をさらに厳しく取り締まる意向を全チームに対して示した。
ホンダはトラブルが続くMGU-Hを交換、それに伴い新たなターボチャージャーも投入する。ともに6基目となるため、マクラーレンのフェルナンド・アロンソとストフェル・バンドーンはグリッド降格ペナルティを受けることになった。

## フリー走行
開催日時は現地時間 (UTC+4、以下同じ）。

### 1回目
2017年6月23日 13:00
気温27度、路面温度53度、晴天のドライコンディション。マクラーレンはアロンソのみ新スペックのエンジン（ICE）を投入した。開始から40分は多くのドライバーがミディアムで走り、長いストレートに合わせたロードラッグ仕様空力パッケージを使用している。40分経過時点でのトップはルイス・ハミルトンで1:45.497。以後は多くのチームがスーパーソフトを履く中、フェラーリ勢はソフトで走行していく。14時10分、セルジオ・ペレスがターン8でクラッシュ。右リアサスペンションがもぎ取れるほどのダメージを受けたためセッションは赤旗中断となり、残り6分でセッションが再開された。トップタイムはマックス・フェルスタッペンの1:44.410で、前年のトップタイムを2秒上回った。チームメイトのダニエル・リカルドが2番手に続いている。

### 2回目
2017年6月23日 17:00
気温28度、路面温度44度、晴天のドライコンディション。1回目にクラッシュしたペレスは修復作業がセッション開始までに間に合った。30分が経過したところでターン15出口のバリアをダニール・クビアトがかすめ、バリアに巻かれている広告看板のフィルムが剥がれてコース上に撒かれてしまい、バーチャルセーフティカー（VSC）が導入された。17時55分にセッションは再開されるが、その直後にアロンソが「エンジン、エンジン！」と叫び、右側から白煙を上げてターン16にストップした。しかしギアボックスのトラブルであったことが後に判明する。セッション終了直前にフェルスタッペンがクラッシュし、セッションは実質的に終了となった。しかし、フェルスタッペンはこのセッションでもトップタイム（1:43.362）を出している。

### 3回目
2017年6月24日 14:00
気温26度、路面温度56度、晴天のドライコンディション。大半のドライバーがスーパーソフトを装着する。ジョリオン・パーマーはマシンが出火して僅か7分でセッションを終えた。20分、バルテリ・ボッタスが1:43.720のトップタイムをソフトタイヤで記録する。セッション後半、セバスチャン・ベッテルがコースインした直後にトラブルが発生する。残り20分、スーパーソフトを装着したハミルトンが1:43.348のトップタイムを記録し、ボッタスもスーパーソフトで自己ベストを更新し2位につける。残り10分にキミ・ライコネンが1:42.837のトップタイムを出すが、すぐにボッタスが1:42.742の自己ベストで更新する。セッション終盤、フェルスタッペンが電気系のトラブルでストップした。

## 予選
2017年6月24日 17:00
ハミルトンがアイルトン・セナを抜き単独2位となる通算66回目のポールポジションを獲得した。

### 経過
気温26度、路面温度47度、晴天のドライコンディションで行われた。
Q1
フリー走行3回目（FP3）でトラブルが発生したベッテルはパワーユニットを交換、フェルスタッペンはマシン修復が間に合い予選に臨んだが、パーマーはマシン修復が間に合わず予選出走を見合わせた。既にグリッド降格が決まっているマクラーレンの2台もパワーユニット（ICE、TC、MGU-H、MGU-K）を交換、アロンソは旧スペックに戻し、バンドーンはギアボックス交換も行った。セッション開始とともに一斉にコースイン、全車スーパーソフトを使用している。ハミルトンが1:42.384でトップに立ち、0.160秒差でフェルスタッペンが続く。この2人に続くタイムを出したエステバン・オコンは、左側を壁にタッチさせてしまった。2回目のアタックでハミルトンはさらにタイムを伸ばす。フェルスタッペンが2位をキープし、リカルドが4位とレッドブル勢が好調ぶりをアピールした。
Q2
セッション開始直後から全車スーパーソフトを投入する。ハミルトンがトップに立ち、ボッタスも続く。フェルスタッペンはパワー低下を訴えタイムが伸びず4位に終わる。上位陣は無難にアタックを終え、首位ハミルトンから6位リカルドまでが1秒以内の僅差だった。上位3チームの他、ウィリアムズとフォース・インディアがQ3進出を決め、ニコ・ヒュルケンベルグはセッション終了を待たずしてマシンを降り、14位でQ2敗退となった。
Q3
1回目のアタックでボッタスは僅かにターン8で右リアをバリアに接触させるもトップタイムを記録、ハミルトンはターン16でタイヤをロックさせてしまい2位、フェルスタッペンが3位に続く。2回目のアタックを行っている最中、リカルドがターン6でクラッシュし、残り3分33秒で赤旗中断となる。18時5分に再開され、リカルドを除く各車が最後のアタックを行い、ハミルトンがボッタスを逆転しポールポジションを決めた。ウィリアムズのランス・ストロールは初めてチームメイトのフェリペ・マッサを上回るグリッドを獲得した。

### 結果
| Pos.                | No. | ドライバー                 | コンストラクター                | Q1       | Q2       | Q3       | Grid |
| ------------------- | --- | -------------------------- | ------------------------------- | -------- | -------- | -------- | ---- |
| 1                   | 44  | ルイス・ハミルトン         | メルセデス                      | 1:41.983 | 1:41.275 | 1:40.593 | 1    |
| 2                   | 77  | バルテリ・ボッタス         | メルセデス                      | 1:43.026 | 1:41.502 | 1:41.027 | 2    |
| 3                   | 7   | キミ・ライコネン           | フェラーリ                      | 1:42.678 | 1:42.090 | 1:41.693 | 3    |
| 4                   | 5   | セバスチャン・ベッテル     | フェラーリ                      | 1:42.952 | 1:41.911 | 1:41.841 | 4    |
| 5                   | 33  | マックス・フェルスタッペン | レッドブル-タグ・ホイヤー       | 1:42.544 | 1:41.961 | 1:41.879 | 5    |
| 6                   | 11  | セルジオ・ペレス           | フォース・インディア-メルセデス | 1:43.162 | 1:42.467 | 1:42.111 | 6    |
| 7                   | 31  | エステバン・オコン         | フォース・インディア-メルセデス | 1:43.051 | 1:42.751 | 1:42.186 | 7    |
| 8                   | 18  | ランス・ストロール         | ウィリアムズ-メルセデス         | 1:43.613 | 1:42.284 | 1:42.753 | 8    |
| 9                   | 19  | フェリペ・マッサ           | ウィリアムズ-メルセデス         | 1:43.165 | 1:42.735 | 1:42.798 | 9    |
| 10                  | 3   | ダニエル・リカルド         | レッドブル-タグ・ホイヤー       | 1:42.857 | 1:42.215 | 1:43.414 | 10   |
| 11                  | 26  | ダニール・クビアト         | トロ・ロッソ                    | 1:42.927 | 1:43.186 |          | 11   |
| 12                  | 55  | カルロス・サインツ         | トロ・ロッソ                    | 1:43.489 | 1:43.347 |          | 15 1 |
| 13                  | 20  | ケビン・マグヌッセン       | ハース-フェラーリ               | 1:44.029 | 1:43.796 |          | 12   |
| 14                  | 27  | ニコ・ヒュルケンベルグ     | ルノー                          | 1:43.930 | 1:44.267 |          | 13   |
| 15                  | 94  | パスカル・ウェーレイン     | ザウバー-フェラーリ             | 1:44.317 | 1:44.603 |          | 14   |
| 16                  | 14  | フェルナンド・アロンソ     | マクラーレン-ホンダ             | 1:44.334 |          |          | 19 2 |
| 17                  | 8   | ロマン・グロージャン       | ハース-フェラーリ               | 1:44.468 |          |          | 16   |
| 18                  | 9   | マーカス・エリクソン       | ザウバー-フェラーリ             | 1:44.795 |          |          | 17   |
| 19                  | 2   | ストフェル・バンドーン     | マクラーレン-ホンダ             | 1:45.030 |          |          | 18 3 |
| 107% time: 1:49.121 |     |                            |                                 |          |          |          |      |
| NC                  | 30  | ジョリオン・パーマー       | ルノー                          | no time  |          |          | 20 4 |
| ソース              |     |                            |                                 |          |          |          |      |

追記
- ^1 - サインツは前戦カナダGP決勝でマッサとの接触を引き起こしたため3グリッド降格[3][4]
- ^2 - アロンソは規定の4基を超えるパワーユニット交換2回（FP1で6基目のターボチャージャーとMGU-H、FP3で7基目のターボチャージャーとMGU-H及び5基目のエンジンとMGU-K）のため、合計40グリッド降格[8][15][16][17]
- ^3 - バンドーンは規定の4基を超えるパワーユニット交換2回（FP1で6基目のターボチャージャーとMGU-H、FP3で7基目のターボチャージャーとMGU-H）とFP3でのギアボックス交換のため、合計35グリッド降格[8][15][18][19][20]
- ^4 - パーマーは予選に出走できなかったが、スチュワードの判断により決勝への出走が許可され最後尾スタートとなった[21][22]

## 決勝
2017年6月25日 17:00 晴れ
大波乱のレースをレッドブルのダニエル・リカルドが制した。レッドブルは今シーズン初勝利。またランス・ストロールが初表彰台を獲得した。
飲酒広告が昨年は全面禁止されていたものの、今年はWHEN YOU DRIVE NEVER DRINKの標語を出すことを条件にハイネケンの酒類広告が解禁された。また窓からの覗き見観客を廃するため観客席の位置も全面的に変更された。昨年と異なりフリー走行や予選から観客席が埋まり昨年よりも活況を見せた。

### 展開
気温28度、路面温度53度、晴天のドライコンディションで行われた。
後方グリッドのグロージャン、エリクソン、バンドーンの3台がソフト、それ以外はスーパーソフトでスタート。ターン1でサインツがスピンを喫する。ターン2ではボッタスとライコネンが接触、両者ともマシンにダメージを負い大きく順位を落とす。5周目、リカルドがブレーキダクトにデブリを拾って過熱してしまったためピットイン。7周目、パーマーがマシントラブルでリタイア。10周目、クビアトがターン13でストップ。クビアトのマシンの撤去のためセーフティカーが導入され、各車一斉にピットインしてタイヤ交換義務を果たす。セーフティカー導入中の11周目にフェルスタッペンのマシンにトラブルが発生しリタイアとなった。
17周目にセーフティカーが解除され、ペレスが2位ベッテルに並びかけるが、ベッテルはインを守り2位をキープ。その後方でもマッサにオコンとライコネンが仕掛けるが、ライコネンのマシンからデブリが飛び散ったため再びセーフティカーが導入される。
デブリが除去され、20周目にレースが再開されることになったが、その直前の19周目、セクター2のターン15において、隊列の先導の権利を持っていたハミルトンは、減速しながらターン15を通過したものの、後述の理由により、そのまま通過時の速度を維持した（加速しなかった）のに対し、ベッテルはターン15を減速して通過後、減速した分の速度を回復しようと加速したところ、前のハミルトンに追突してしまった。
この原因は、ハミルトンがリスタート後のタイミングを計るべく速度を調整しながら走っていたところ、ターン15からの立ち上がりの際、ベッテルがハミルトンの速度を見誤って早めに加速したせいで追突したという一言に尽きるのだが、これに至るまでのいくつかの遠因がある。ハミルトンは1回目のセーフティカー先導の際、先頭にいたことや速度の調整が甘かったこともあり、セーフティーカーが完全に解除される前に危うくセーフティカーを抜きかけ、ペナルティ対象になりかけた出来事や少なくとも2回目のセーフティカー走行中において、セクター2のターン15付近ではすでにハミルトンの先導に切り替わっていたことが挙げられる。先頭にいたハミルトンだが、リスタート後のタイミングを計るべく加減速を繰り返し、速度調整を入念に行っていたが、この行為自体はルール違反に該当する内容ではない。また、データ上ターン15通過後にハミルトンがブレーキを踏んだ痕跡はなく、どちらかと言えば、加速せずにリスタートの準備を始めただけである。一方でベッテルはターン15通過後の加速が影響し追突してしまったのだが、この時のベッテルは双方の速度差によってハミルトンが急減速したような錯覚が起き、通過後の立ち上がりが遅いのはブレーキテストのような行為だと考えてしまった。そして、追突後、そう考えたベッテルは怒りを露わにし、ハミルトンに並びかけ、右にステアリングを切ってヒットした。この行為が後に審議対象となる。
レースが再開され、ターン1でベッテルにペレス、マッサ、オコンが並び掛けていき、ベッテルは再びなんとか2位を守ったがマッサがペレスの前へ出る。続くターン2でオコンがペレスのインに並びかけ、サイドバイサイドで接触。ペレスはコンクリートウォールの間に挟まれる形でステアリングアームを壊し、ピットインを余儀なくされる。その後ろにいたライコネンもデブリで左リアタイヤがパンク。裂けたタイヤが暴れ、リアウイングなどに大きなダメージを与え、2人とも大きく順位を落とした。コース上にあまりに多くのデブリが落ちている状況を鑑み、レースは赤旗中断となった。
デブリの清掃が終わった18時15分にレースは再開されるが、赤旗中断中にライコネンとペレスはマシンをガレージに入れて修復作業を実施。修復は完了し隊列に戻ったが、赤旗中断中はピットレーン上で隊列を維持して停車という規定に反する行為であったため、両者ともドライブスルーペナルティを科せられたが、それを消化する意味でレース再開時は最後尾からのスタートとなった。ペレスはリスタートして走り続けたものの、修復の甲斐なくリタイアし、連続完走記録は37（歴代2位。1位はニック・ハイドフェルドの41）でストップした。マッサはレース再開直後からマシンの調子が悪くそのままリタイア、ヒュルケンベルグはターン7でクラッシュしリタイアとなった。
首位を行くハミルトンはヘッドレストが外れてしまい、手で押さえて走っていたものの、交換のためピットインを余儀なくされる。ベッテルも先述の危険行為のため10秒ストップ＆ゴーペナルティが科され、両者とも優勝争いから後退する。これでリカルドがトップに立ち、ストロールが2位、オコンが3位に続き、序盤のアクシデントで大きく順位を落としていたボッタスが4位まで浮上していた。ここからボッタスが追い上げを見せオコンをパス、ストロールにも徐々に接近していき、ファイナルラップの最終ストレートでストロールをパスして2位まで浮上した。リカルドは2016年マレーシアグランプリ以来の勝利となった。最後はボッタスに抜かれたものの、ストロールはデビューから僅か8戦で初の表彰台に立ち、2001年ドイツGPのジャック・ヴィルヌーヴ以来16年ぶりとなるカナダ人ドライバーの表彰台となった。ベッテルはハミルトンの追走をしのぎ4位でフィニッシュし、ハミルトンとのポイント差を広げた。マクラーレンはアロンソが9位に入賞し、8戦目でようやく今シーズン初ポイントを獲得した。

### 結果
| Pos.   | No. | ドライバー                 | コンストラクター                | 周回数 | タイム/リタイア | Grid | Pts. |
| ------ | --- | -------------------------- | ------------------------------- | ------ | --------------- | ---- | ---- |
| 1      | 3   | ダニエル・リカルド         | レッドブル-タグ・ホイヤー       | 51     | 2:03:55.573     | 10   | 25   |
| 2      | 77  | バルテリ・ボッタス         | メルセデス                      | 51     | +3.904          | 2    | 18   |
| 3      | 18  | ランス・ストロール         | ウィリアムズ-メルセデス         | 51     | +4.009          | 8    | 15   |
| 4      | 5   | セバスチャン・ベッテル     | フェラーリ                      | 51     | +5.976 1        | 4    | 12   |
| 5      | 44  | ルイス・ハミルトン         | メルセデス                      | 51     | +6.188          | 1    | 10   |
| 6      | 31  | エステバン・オコン         | フォース・インディア-メルセデス | 51     | +30.298         | 7    | 8    |
| 7      | 20  | ケビン・マグヌッセン       | ハース-フェラーリ               | 51     | +41.753         | 12   | 6    |
| 8      | 55  | カルロス・サインツ         | トロ・ロッソ                    | 51     | +49.400         | 15   | 4    |
| 9      | 14  | フェルナンド・アロンソ     | マクラーレン-ホンダ             | 51     | +59.551         | 19   | 2    |
| 10     | 94  | パスカル・ウェーレイン     | ザウバー-フェラーリ             | 51     | +1:29.093       | 14   | 1    |
| 11     | 9   | マーカス・エリクソン       | ザウバー-フェラーリ             | 51     | +1:31.794       | 17   |      |
| 12     | 2   | ストフェル・バンドーン     | マクラーレン-ホンダ             | 51     | +1:32.160       | 18   |      |
| 13     | 8   | ロマン・グロージャン       | ハース-フェラーリ               | 50     | +1 Lap          | 16   |      |
| 14†    | 7   | キミ・ライコネン           | フェラーリ                      | 46     | 水圧            | 3    |      |
| Ret    | 11  | セルジオ・ペレス           | フォース・インディア-メルセデス | 39     | シート          | 6    |      |
| Ret    | 19  | フェリペ・マッサ           | ウィリアムズ-メルセデス         | 25     | サスペンション  | 9    |      |
| Ret    | 27  | ニコ・ヒュルケンベルグ     | ルノー                          | 24     | アクシデント    | 13   |      |
| Ret    | 33  | マックス・フェルスタッペン | レッドブル-タグ・ホイヤー       | 12     | 油圧            | 5    |      |
| Ret    | 26  | ダニール・クビアト         | トロ・ロッソ                    | 9      | バッテリー      | 11   |      |
| Ret    | 30  | ジョリオン・パーマー       | ルノー                          | 7      | パワーユニット  | 20   |      |
| ソース |     |                            |                                 |        |                 |      |      |

ファステストラップ
- セバスチャン・ベッテル（フェラーリ） 1:43.441（47周目）

ラップリーダー
- ルイス・ハミルトン (Lap 1-30)
- セバスチャン・ベッテル (Lap 31-33)
- ダニエル・リカルド (Lap 34-51)

追記
- † 印はリタイアだが、90%以上の距離を走行したため規定により完走扱い。
- ^1 - ベッテルはセーフティカー導入中の危険行為（ハミルトンへの報復）のため、10秒のストップ&ゴー・ペナルティとペナルティポイント3点が科された[29]

## 第8戦終了時点のランキング
|   | 順位 | ドライバー             | ポイント |
| - | ---- | ---------------------- | -------- |
|   | 1    | セバスチャン・ベッテル | 153      |
|   | 2    | ルイス・ハミルトン     | 139      |
|   | 3    | バルテリ・ボッタス     | 111      |
| 1 | 4    | ダニエル・リカルド     | 92       |
| 1 | 5    | キミ・ライコネン       | 73       |

|   | 順位 | コンストラクター                | ポイント |
| - | ---- | ------------------------------- | -------- |
|   | 1    | メルセデス                      | 250      |
|   | 2    | フェラーリ                      | 226      |
|   | 3    | レッドブル-タグ・ホイヤー       | 137      |
|   | 4    | フォース・インディア-メルセデス | 79       |
| 1 | 5    | ウィリアムズ-メルセデス         | 37       |

- 注：ドライバー、コンストラクター共にトップ5のみ表示。